# Мадона ди Луго (Перуђа)
Мадона ди Луго је насеље у Италији у округу Перуђа, региону Умбрија.
Према процени из 2011. у насељу је живело 132 становника. Насеље се налази на надморској висини од 269 м.